# Izel (Belgique)
Pour les articles homonymes, voir Izel.
Izel (en gaumais Ijé) est une section de la ville belge de Chiny située en Région wallonne dans la province de Luxembourg.

## Toponymie
L'origine de ce nom est celtique et signifie "bas".[réf. nécessaire]

## Géographie
Le village est bordé au nord-est par la Semois, un affluent de la Meuse. Il est traversé au sud-est par la route nationale 83 Arlon-Bouillon. La section d'Izel comprend aussi les villages de Moyen,Laneuville et Pin.

## Démographie
- Source: INS recensements population

## Histoire
Izel était une commune à part entière avant la fusion des communes de 1977.
La gare d'Izel, en service de 1879 à 1984, desservait la commune. Le bâtiment a été reconverti en logements.
Le 24 août 1914, des régiments indéterminés de l'armée impériale allemande passèrent par les armes 20 civils et détruisirent 161 maisons lors des atrocités allemandes commises au début de l'invasion.
Lors de la Seconde Guerre mondiale, au cours de la Bataille de France, Izel est prise le 12 mai 1940 par les Allemands de la 36. Infanterie-Division.

## Galerie photographique

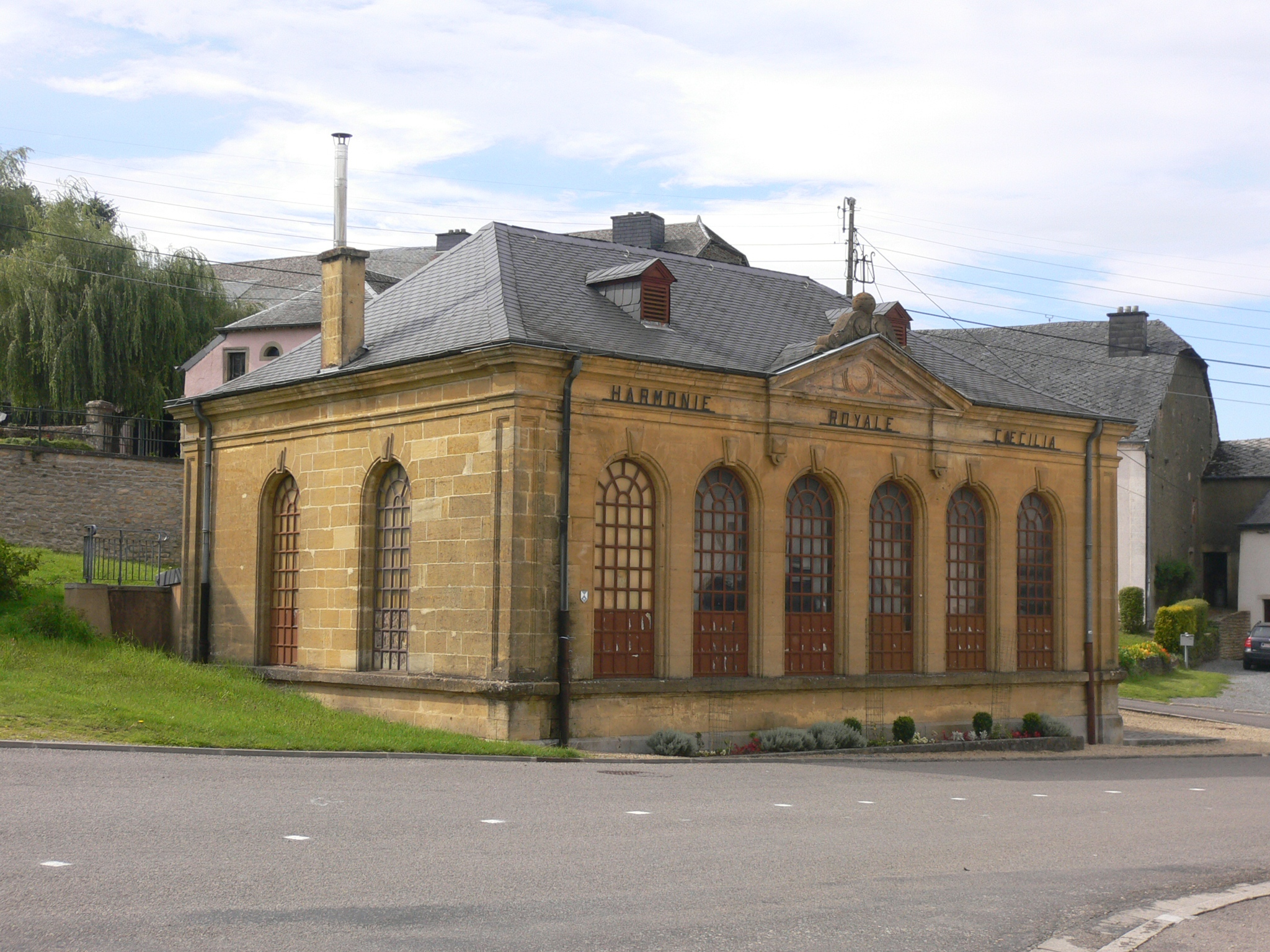
Le bâtiment de l’Harmonie Royale Caecilia.

## Vie associative
Izel comprend une société de musique appelée Harmonie Royale Caecilia Izel, fondée en 1920, qui s’est classée en première division de la fédération musicale du Luxembourg belge en 2007.

## Personnalités liées
- Guy Ducaté (né en 1936), peintre belge y est installé depuis les années 1960